# Géza Gyóni

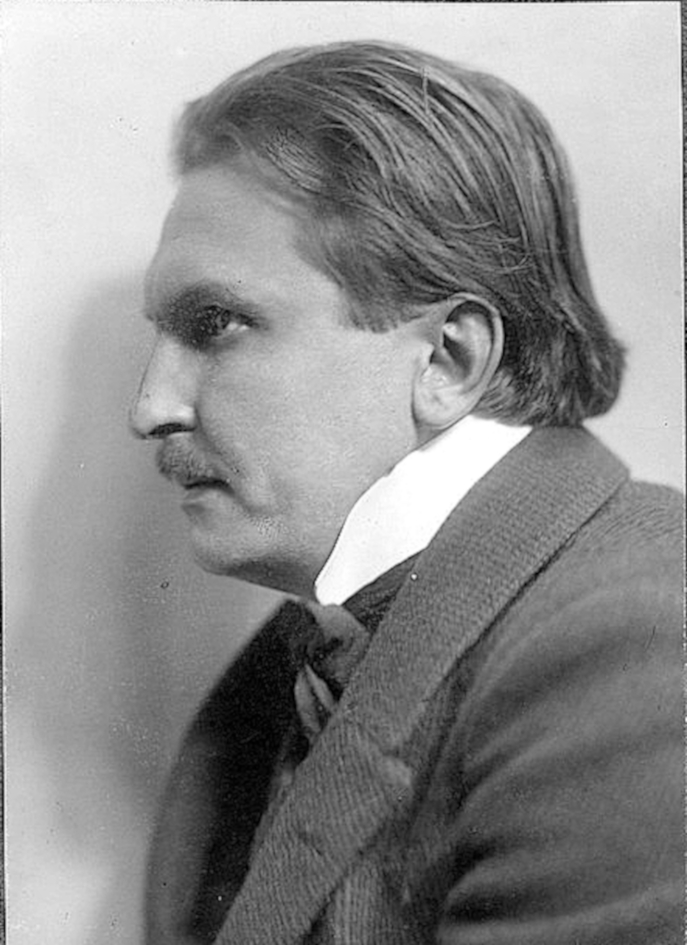

Géza Gyóni, född 25 juni 1884, död 25 juni 1917, var en ungersk poet.
Gyóni verkade fram till första världskrigets utbrott främst som journalist. Vid Przemysls fall råkade han i rysk krigsfångenskap. Han avled i Krasnojarsk. Gyóni intar som en krigets och fosterlandskärlekens sångare en rangplats i den ungerska litteraturen och kan i denna egenskap nämnas vid sidan om Sándor Petőfi. Bland hans arbeten märks främst Lengyel mezökön, tábortüz mellett (1914, en mängd utgåvor i tysk översättning Auf polnischen Fluren, am Lagerfeuer 1915).